# Tulstrup (Ikast-Brande)
Tulstrup is een plaats in de Deense regio Midden-Jutland, gemeente Ikast-Brande, en telt 572 inwoners (2008).